# Palanka (distrikt Brčko)
Palanka je naseljeno mjesto u sastavu distrikta Brčko, BiH.

## Stanovništvo
| Palanka            |                |                |                |
| godina popisa      | 1991.          | 1981.          | 1971.          |
| Muslimani          | 1.381 (99,06%) | 1.399 (98,86%) | 1.304 (99,16%) |
| Hrvati             | 1 (0,07%)      | 1 (0,07%)      | 1 (0,07%)      |
| Srbi               | 0              | 2 (0,14%)      | 6 (0,45%)      |
| Jugoslaveni        | 9 (0,64%)      | 10 (0,70%)     | 1 (0,07%)      |
| ostali i nepoznato | 3 (0,21%)      | 3 (0,21%)      | 3 (0,22%)      |
| ukupno             | 1.394          | 1.415          | 1.315          |